# サイラス・コルター
サイラス・J・コルター（Cyrus J. Colter 1910年1月8日 - 2002年4月17日）はアメリカの作家で弁護士。ノースウェスタン大学英文学科名誉教授。

## 経歴
インディアナ州ノーブルズヴィルでアフリカ系アメリカ人の家庭に生まれ、父の仕事の関係によりインディア州グリーンズボロやオハイオ州ヤングズタウンで育つ。
オハイオ州のヤングズタウン大学とオハイオ州立大学に学び、1940年、オハイオ＝ケント法科大学で学位を取得。イリノイ州で公務員生活を送り、第二次世界大戦前には税務署に勤務。戦後まもなくシカゴで弁護士を開業する傍ら小説を書き始め、第5作目の短篇小説"The Beach Umbrella"（1961年）で注目を集める。この作品を収めた同題の第1短篇集で1970年度アイオワ大学文学賞の短篇小説賞を受ける。
1972年に第1長篇"The Rivers of Eros"で絶賛を浴びる。第2長篇"The Hippodrome"（1973年）は、1977年、矢島輝夫の翻訳により、『円形舞台（ヒポドローム）』の邦題で立風書房から刊行された。このほか、作品はドイツ語やイタリア語、ハンガリー語、デンマーク語、フランス語に訳されている。
1973年からノースウェスタン大学教授（専門はアフリカ系アメリカ人研究と英文学）。1975年から同大学のアフリカ系アメリカ人研究科の主任。
晩年は長きに亙って闘病生活を送っていたが、イリノイ州エヴァンストンで死去。92歳。

## 主な作品
- The Rivers of Eros
- The Beach Umbrella
- The Hippodrome
- A Chocolate Soldier
- The Amoralists & Other Tales